# Nortkerque
Nortkerque é uma comuna francesa na região administrativa de Altos da França, no departamento de Pas-de-Calais. Estende-se por uma área de 13,19 km². Em 2010 a comuna tinha 1 685 habitantes (densidade: 127,7 hab./km²).